# Enquete-Kommission Wachstum, Wohlstand, Lebensqualität
Der 17. Deutsche Bundestag beschloss in seiner 77. Sitzung am 1. Dezember 2010 die Einsetzung einer Enquete-Kommission mit dem Titel Wachstum, Wohlstand, Lebensqualität – Wege zu nachhaltigem Wirtschaften und gesellschaftlichem Fortschritt in der Sozialen Marktwirtschaft. Der entsprechende Einsetzungsantrag (17/3853) wurde von den Fraktionen CDU/CSU, SPD, FDP und Bündnis 90/Die Grünen gestellt. Die Kommission konstituierte sich am 17. Januar 2011. Damit war sie neben der Enquete-Kommission Internet und digitale Gesellschaft die zweite, die in der 17. Legislatur einberufen wurde. Im Juni 2013 legte die Enquete ihren Abschlussbericht vor und beendete ihre Arbeit.

## Ziel der Enquete
Die Enquete-Kommission wollte die programmatische Diskussion über das Wohlstandsverständnis und seine -perspektiven voranbringen. Die Grundfrage zum Wohlstandverständnis lautete: Wie können gesellschaftlicher Wohlstand, individuelles Wohlergehen und nachhaltige Entwicklung in einer Gesellschaft angemessen definiert und abgebildet werden in Anbetracht der Tatsache, dass der Fokus auf das Wachstum des Bruttoinlandsproduktes (BIP) nicht mehr ausreicht? Hinter den Wohlstandsperspektiven standen die Fragen: Gibt es Grenzen des Wachstums und wie geht Deutschland mit möglicherweise geringeren Wachstumsraten in den nächsten Jahrzehnten um?
Die Kommission wollte dabei die Möglichkeiten der Entwicklung eines ganzheitlichen Wohlstands- bzw. Fortschrittsindikators ausloten. Ein solcher Indikator könnte das BIP ergänzen oder eventuell als politische Zielgröße, in der das BIP ein Teilaspekt wäre, langfristig (gegebenenfalls auch in internationalen Vergleichen) ersetzen. Dazu sollte geprüft werden, „wie die Einflussfaktoren von Lebensqualität und gesellschaftlichem Fortschritt angemessen berücksichtigt und zu einem gemeinsamen Indikator zusammengeführt werden können“, wobei folgende Aspekte zu berücksichtigen sein würden: „der materielle Lebensstandard, der Zugang zu und die Qualität von Arbeit, die gesellschaftliche Verteilung von Wohlstand, die soziale Inklusion und Kohäsion, eine intakte Umwelt und die Verfügbarkeit begrenzter natürlicher Ressourcen, Bildungschancen und Bildungsniveaus, Gesundheit und Lebenserwartung, die Qualität öffentlicher Daseinsvorsorge sowie sozialer Sicherung und politischer Teilhabe als auch die subjektiv von den Menschen erfahrene Lebensqualität und Zufriedenheit“. Darüber hinaus wollte die Kommission genauer untersuchen, ob und wie das BIP-Wachstum vom Wachstum des Verbrauchs an Ressourcen, Umwelt und Biokapital sowie von Emissionen dauerhaft entkoppelt werden kann und welche Zukunftsfelder technischen Fortschritts identifizierbar sind. Ebenfalls sollte geprüft werden, wie eine nachhaltig gestaltende Ordnungspolitik aussehen könnte wie auch welchen Einfluss Arbeitswelt, Konsumverhalten und Lebensstile auf die Möglichkeiten nachhaltigen Wirtschaftens haben und wie diese Bereiche gestaltet sein könnten oder müssten, um zu einer verbesserten Lebensqualität beizutragen. Ziel des abschließenden Enquete-Kommission-Berichtes war es, neben der Darstellung der gewonnenen Erkenntnisse zu den Unterthemen auch konkrete Handlungsempfehlungen zu formulieren.

## Arbeitsweise
Enquete-Kommissionen sind überfraktionelle Arbeitsgruppen aus Abgeordneten und externen Sachverständigen, die über die Tagespolitik hinaus Antworten auf gesellschaftlich relevante Fragestellungen zu einem Oberthema finden sollen.
Das Gremium tagt in der Regel montags in der ersten Sitzungswoche des jeweiligen Monats, die einzelnen Projektgruppen auch häufiger.
Im Zuge einer nichtöffentlichen Klausurtagung, die am 6. und 7. Februar 2011 stattfand, haben sich die Kommissionsmitglieder auf ein vorläufiges Arbeitsprogramm verständigt. Auf dessen Basis wurden fünf Projektgruppen eingerichtet, die sich inhaltlich stark an den fünf Unterabschnitten des Einsetzungsbeschlusses orientieren.
- Projektgruppe 1: Stellenwert von Wachstum in Wirtschaft und Gesellschaft (Vorsitz: FDP, Claudia Bögel, MdB)
- Projektgruppe 2: Entwicklung eines ganzheitlichen Wohlstands-/ Fortschrittsindikators (Vorsitz: CDU/CSU, Stefanie Vogelsang, MdB)
- Projektgruppe 3: Wachstum, Ressourcenverbrauch und technischer Fortschritt – Möglichkeit und Grenzen der Entkopplung (Vorsitz: Bündnis 90/Die Grünen, Hermann E. Ott, MdB)
- Projektgruppe 4: Nachhaltig gestaltende Ordnungspolitik (Vorsitz: SPD, Edelgard Bulmahn, MdB)
- Projektgruppe 5: Arbeitswelt, Konsumverhalten und Lebensstile (Vorsitz: Die Linke, Sabine Leidig, MdB)

## Resultate
Die Kommission legte am 4. Juni 2013 ihren Abschlussbericht vor (Dokument 17/13300).
Da die Kommission die zentralen Fragen unserer Gesellschaft bearbeiten sollte, kam es naturgemäß nicht zu einem einheitlichen Ergebnis. Eines der Resultate war die Vorstellung der W3-Indikatoren.
In der Plenardebatte über den Abschlussbericht der Enquete-Kommission kam es zu einem heftigen politischen Schlagabtausch zwischen der Koalition und der Opposition.

## Mitglieder
Die Kommission bestand aus 17 Bundestagsabgeordneten und 17 externen Sachverständigen, die von den Fraktionen benannt wurden. Sechs der 17 Abgeordneten stellt die CDU/CSU, vier die SPD, drei die FDP und jeweils zwei die Linksfraktion sowie Bündnis 90/Die Grünen. Dies spiegelte die damaligen Kräfteverhältnisse des Plenums des Deutschen Bundestages wider. Nach dem gleichen Verteilungsschlüssel gibt es 17 stellvertretende parlamentarische Mitglieder. Vorsitzende der Kommission ist die SPD-Abgeordnete Daniela Kolbe; ihr Stellvertreter ist der Unions-Abgeordnete Matthias Zimmer (CDU). Erste Kritik an der Zusammensetzung entstand Anfang Februar 2011, da sich unter den 17 externen Sachverständigen keine einzige Frau befand. Am 1. Juni 2011 ersetzte Beate Jochimsen (Professorin für allgemeine Volkswirtschaftslehre, insbesondere Finanzwissenschaft an der Hochschule für Wirtschaft und Recht Berlin) Herbert Buchner, der sein Amt aus gesundheitlichen Gründen niedergelegt hat.
| CDU                   |                          |                                                                           |
| Name                  | Stellvertreter           | Anmerkungen                                                               |
| Steffen Bilger        | Josef Göppel             |                                                                           |
| Matthias Heider       | Ewa Klamt                |                                                                           |
| Mathias Middelberg    | Jürgen Klimke            |                                                                           |
| Georg Nüßlein         | Carsten Linnemann        | Obmann der CDU/CSU-Fraktion für die Kommission                            |
| Stefanie Vogelsang    | Philipp Murmann          |                                                                           |
| Matthias Zimmer       | Nadine Schön             | Stellvertretender Vorsitzender der Enquete-Kommission                     |
| SPD                   |                          |                                                                           |
| Name                  | Stellvertreter           | Anmerkungen                                                               |
| Ingrid Arndt-Brauer   | Hubertus Heil            |                                                                           |
| Edelgard Bulmahn      | Eva Högl                 | ersetzt Peter Friedrich; Obfrau der SPD-Fraktion für die Kommission       |
| Waltraud Wolff        | Ulrich Kelber            |                                                                           |
| Daniela Kolbe         | Anton Schaaf             | Vorsitzende der Enquete-Kommission                                        |
| FDP                   |                          |                                                                           |
| Name                  | Stellvertreter           | Anmerkungen                                                               |
| Florian Bernschneider | Michael Kauch            | Obmann der FDP-Fraktion für die Kommission                                |
| Horst Meierhofer      | Werner Simmling          | ersetzt Claudia Bögel                                                     |
| Judith Skudelny       | Johannes Vogel           |                                                                           |
| DIE LINKE             |                          |                                                                           |
| Name                  | Stellvertreter           | Anmerkungen                                                               |
| Sabine Leidig         | Eva Bulling-Schröter     |                                                                           |
| Ulla Lötzer           | Matthias W. Birkwald     | Obfrau der Fraktion DIE LINKE für die Kommission                          |
| Bündnis 90/Die Grünen |                          |                                                                           |
| Name                  | Stellvertreter           | Anmerkungen                                                               |
| Thomas Gambke         | Beate Walter-Rosenheimer | ersetzt Kerstin Andreae                                                   |
| Hermann E. Ott        | Valerie Wilms            | Obmann der Fraktion Die Grünen (nach dem Ausscheiden von Kerstin Andreae) |

| Sachverständige Mitglieder | Anmerkungen              |
| -------------------------- | ------------------------ |
| Marc Oliver Bettzüge       |                          |
| Georg van Bracht           |                          |
| Ulrich Brand               |                          |
| Kai Carstensen             |                          |
| André Habisch              |                          |
| Anke Hassel                | ersetzt Henrik Enderlein |
| Dietmar Hexel              |                          |
| Hanns-Michael Hölz         |                          |
| Martin Jänicke             |                          |
| Beate Jochimsen            | ersetzt Herbert Buchner  |
| Meinhard Miegel            |                          |
| Michael Müller             |                          |
| Karl-Heinz Paqué           |                          |
| Norbert Reuter             |                          |
| Christoph M. Schmidt       |                          |
| Uwe Schneidewind           |                          |
| Gert Georg Wagner          |                          |

## In den Medien
Im April 2014 hob Die Welt hervor, dass sich die Umsetzung der Ergebnisse der Enquete-Kommission verzögere, obwohl der Bundestag die Regierung im Juni 2013 mit einem Entschließungsantrag beauftragt hatte, den von der Kommission empfohlenen Indikatorensatz zu erstellen.